# Sint-Nicolaaskerk (Braunschweig)
De Sint-Nicolaaskerk (Duits: St. Nicolaikirche) was een rooms-katholieke kerk en een van de meest belangrijke barokke bouwwerken in de stad Braunschweig in de Duitse deelstaat Nedersaksen. De kerk werd in de Tweede Wereldoorlog volledig vernietigd.

## Bouwgeschiedenis
De bouw van de Nicolaaskerk werd geïnitieerd en gefinancierd door hertog Anton Ulrich, die zich tot het rooms-katholicisme had bekeerd. Omdat de stad Braunschweig in 1528 koos voor het Lutherse geloof, was de Nicolaaskerk de eerste katholieke bouw sinds de invoering van de reformatie. Het initiatief van de hertog leverde uiteraard de weerstand op van de protestantse Braunschweiger geestelijkheid. Maar de hertog liet zich niet van zijn stuk brengen en zette de bouw van een aan de Friesenstraße gelegen katholieke vakwerkkerk door. Het interieur werd beschilderd door zijn eveneens bekeerde hofschilder Tobias Querfurt († 1734).
In de vroege 20e eeuw werd de kerk vergroot en opnieuw ingewijd op 17 oktober 1908.

## De verwoesting
Op 15 oktober 1944 vernietigden Britse luchtaanvallen 90% van de middeleeuwse binnenstad van Braunschweig. De vuurstormen verwoestten ook de bebouwing aan de Friesenstraße inclusief de barokke Nicolaaskerk. Wederopbouw van het kerkgebouw vond na de oorlog niet meer plaats. De katholieken kregen op 1 september 1945 de eerder als museum gebruikte Egidiuskerk toegewezen, alwaar in 1948 voor het eerst sinds 1528 een heilige Mis werd gevierd. Door de vele verdreven Duitsers uit de oostelijke gebieden, met name Silezië, nam na de oorlog het rooms-katholieke aandeel van de bevolking weer toe (tegenwoordig circa 12%).

## De herinneringen
Enkele resten van de Nicolaaskerk, namelijk het portaal en enige delen van vensters, werden in 1968 op een andere plek in een muur van een woning bij een parkeerplaats ingemetseld. Vanwege geplande bebouwing op het parkeerterrein werden de geveldelen in 2011 verwijderd. Tegenwoordig heeft het portaal weer een plaats gekregen aan de Friesenstraße als ingang van een schoolplein. Een portaalbeeld bevindt zich in de Egidiuskerk. Als nieuwe plek voor de gevelresten werd het Braunschweiger Westpark voorgesteld.
Bij een herinrichting van de omgeving ontstond langs de Friesenstraße in 2007 een plein in de onmiddellijke nabijheid van waar ooit de Nicolaaskerk had gestaan. Ter herinnering aan de kerk kreeg het plein de naam St.-Nicolai-Platz.

## Afbeeldingen

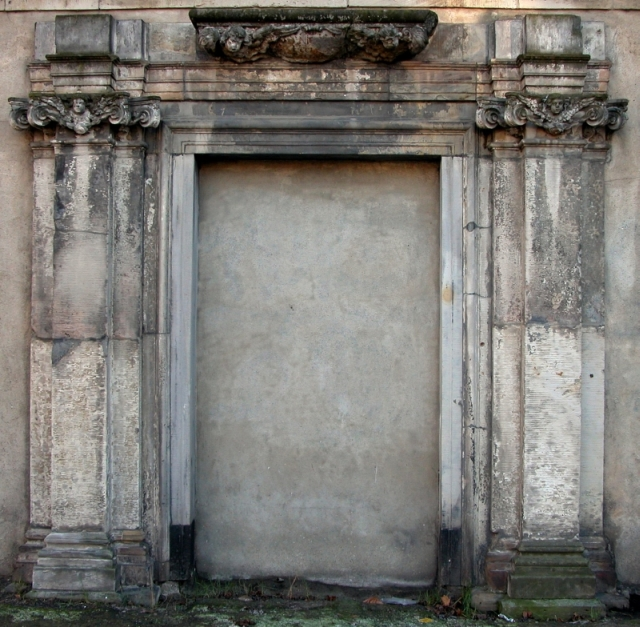
Het portaal op de oude standplaats (2006)
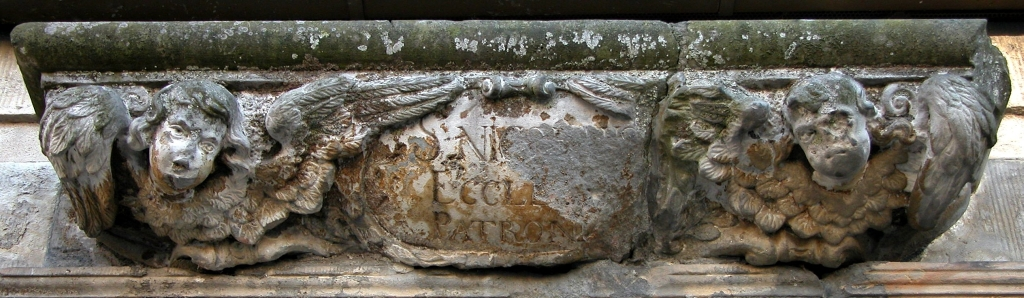
Portaaldecoratie